# Leucophenga multipunctata
Leucophenga multipunctata är en tvåvingeart som beskrevs av Chen och Aotsuka 2003. Leucophenga multipunctata ingår i släktet Leucophenga och familjen daggflugor. Inga underarter finns listade i Catalogue of Life.